# Sylvia Bassot
Pour les articles homonymes, voir Bassot.
Sylvia Bassot est une femme politique française née Sylvia Huffer le 18 décembre 1940 à Paris 16e et décédée le 3 janvier 2014 à Paris 15e,.

## Biographie
Femme d'Hubert Bassot, député UDF entre 1978 et 1981, qui regagne la 3e circonscription de l'Orne en 1993, elle lui succède à la faveur d'une législatives partielle en 1996 après le décès de celui-ci et la déchéance de son suppléant Jean-Luc Gouyon, en étant élue face à François Doubin.
Elle lui succède aussi au conseil général pour le canton de Tinchebray avec 63,86 % des suffrages au premier tour.
Réélue députée en 1997, 2002 et 2007, elle fait partie du groupe UMP. Une enquête de L'Expansion révèle qu'elle est la députée la moins présente et la moins active de l'Assemblée nationale.
Sylvia Bassot est morte le 3 janvier 2014 à Paris des suites d'une longue maladie.
Elle est enterrée dans le cimetière de la commune de Tinchebray où ses obsèques ont eu lieu le 9 janvier 2014.

## Détail des mandats et fonctions
- 28 janvier 1996-22 mars 1998 : membre du conseil général de l'Orne
- 1er avril 1996-21 avril 1997 : députée de l'Orne
- 1er juin 1997-18 juin 2002 : députée de l'Orne
- 23 juin 1998-28 mars 2004 : vice-présidente du conseil général de l'Orne
- 29 mars 2004-14 mars 2010 : membre du conseil régional de Basse-Normandie
- 18 juin 2002-25 juin 2012 : députée de l'Orne